# 29-я сессия Комитета всемирного наследия ЮНЕСКО

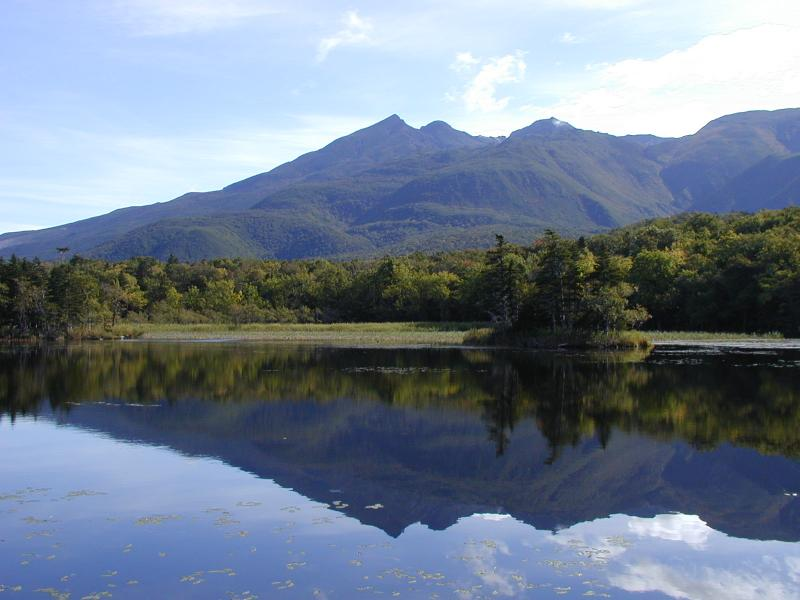
Полуостров Сиретоко (остров Хоккайдо)

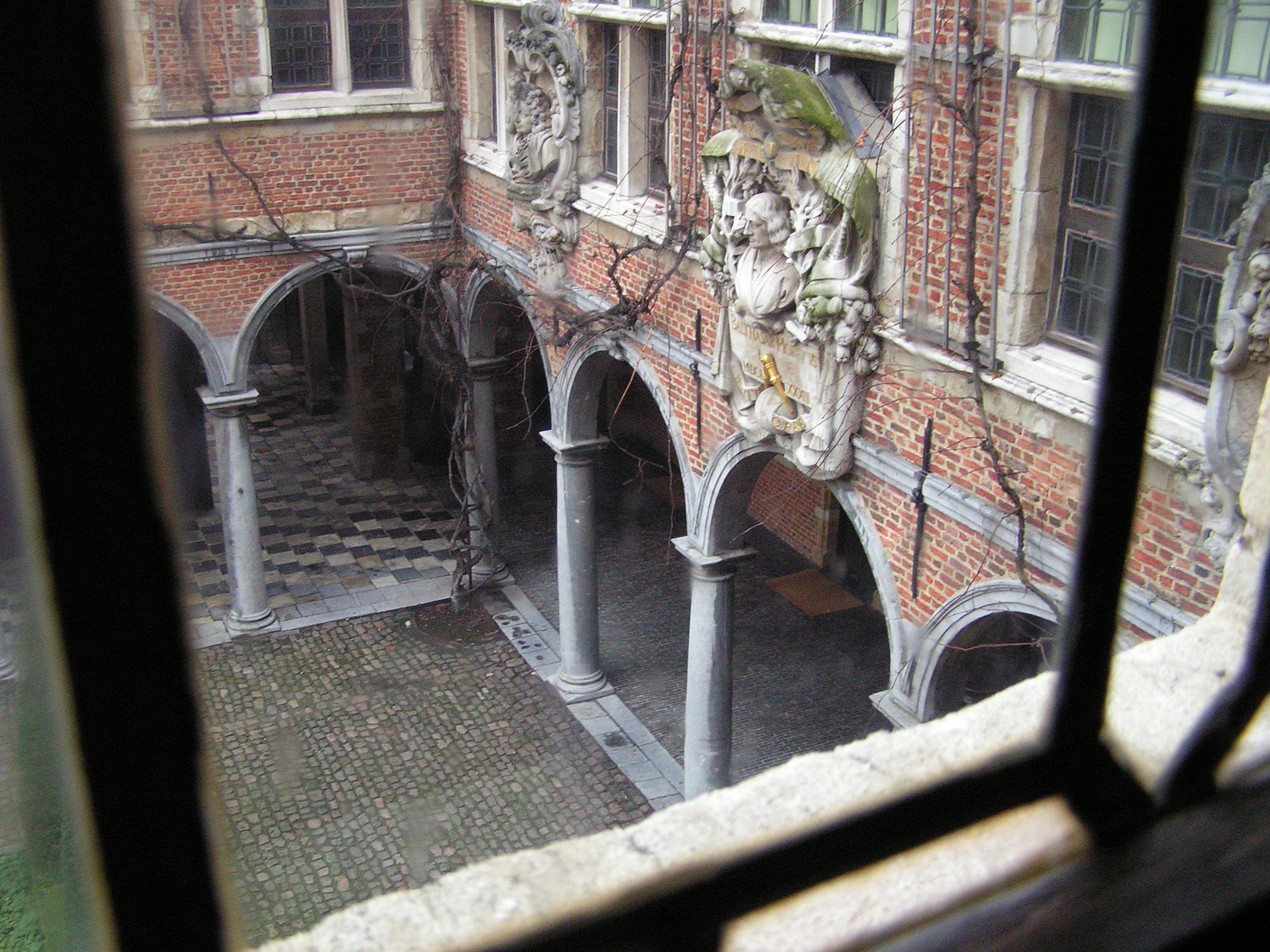
Музейный комплекс издательства и типографии Плантен-Моретюс

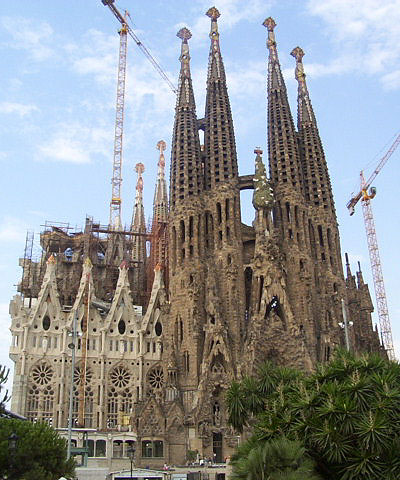
Произведения Антонио Гауди (Барселона и окрестности)

29-я сессия Комитета всемирного наследия ЮНЕСКО проходила с 14 по 15 июля 2005 года, в Кейптауне, ЮАР. Таким образом, общее число регистраций достигло 816 (629 культурного наследия, 154 смешанных и 33 природных описания наследия).

## Объекты, внесённые в список всемирного наследия

### Природное наследие
ЮАР: Астроблема Вредефорта
Египет: Долина китов - местонахождение окаменелостей
Япония: Полуостров Сиретоко (остров Хоккайдо)
Норвегия: Фьорды западной Норвегии – Гейрангер-фьорд и Нерёй-фьорд
Мексика: Острова и охраняемые природные территории в районе Калифорнийского залива
Таиланд: Лесной комплекс Донгфаяйен-Кхауяй
Панама: Национальный парк Койба и его особо охраняемая акватория
Швеция: Архипелаг Кваркен (Ботнический залив)
В некоторых районах расширены:
Индия: Национальные парки Нанда-Деви и Долина Цветов
Великобритания: Острова Сент-Килда

### Культурное наследие
Чехия: Исторический центр города Чески-Крумлов
Албания: Исторические центры Берата и Гирокастры
Бахрейн: Археологические памятники Калат-аль-Бахрейн
Бельгия: Музейный комплекс издательства и типографии Плантен-Моретюс
Белоруссия / Эстония / Финляндия / Литва / Латвия / Норвегия / Молдавия / Россия / Швеция и Украина: Геодезическая Дуга Струве
Босния и Герцеговина: Район Старого моста в историческом центре города Мостар
Чили: Производства селитры Хамберстон и Санта-Лаура
Китай: Исторический центр города Макао (Аомынь)
Куба: Исторический центр города Сьенфуэгос
Франция: Гавр — город, восстановленный Огюстом Перре
Иран: Мечеть и мавзолей Исмаила Кодабенде и город Сольтание (провинция Зинджан)
Израиль: Библейские холмы — Мегиддо, Тель-Хацор, Беэр-Шева
Израиль: Дорога ладана — города в пустыне Негев
Италия: Древний город Сиракузы и скальный некрополь Панталика
Нигерия: Священная роща Осун-Осогбо
Россия: Исторический центр Ярославля
Туркменистан: Древний город Куня-Ургенч
В некоторых районах расширены:
Колокольни городов Бельгии и Франции
Лимес, границ Римской империи в Германии и Великобритании, ранее были включены Вал Адриана, в настоящее время есть два этапа в Германии.
Горные железные дороги Индии
ЮАР: Пещеры Стеркфонтейн, Сварткранс, Кромдрай и окрестности — места находок ископаемых гоминид
Испания: Произведения Антонио Гауди (Барселона и окрестности)

### Убраны из Красного списка
Ни один объект не был убран.

### Добавлены в Красный список
Ни один объект не был добавлен.